# Tudo Podes
"Tudo Podes" é uma canção do cantor e compositor brasileiro Davi Sacer. Lançada em 6 de abril de 2021, a música foi distribuída pela gravadora brasileira Som Livre.

## Composição
"Tudo Podes", assim como outras músicas da carreira de Sacer, foi escrita pelo próprio cantor em parceria com o baixista de sua banda solo, Luiz Moreira. Em entrevistas, o músico afirmou que a letra da canção foi inspirada pelos impactos da pandemia de COVID-19 no Brasil.

## Gravação
Diferentemente de todos os trabalhos de Davi Sacer ao longo de duas décadas, "Tudo Podes" foi produzida não por músicos do Rio de Janeiro, e sim de São Paulo. Na época, o cantor escolheu o produtor Abel Santos, conhecido como ABEE. "Tudo Podes" foi gravada por músicos como Cleverson Silva (bateria) e Ted Furtado (baixo). Na época, Davi disse: "Eu gravei este projeto em São Paulo. É a primeira vez que eu gravo um projeto de uma canção minha nos estúdios em São Paulo, com músicos paulistas. Fiquei muito feliz de ter o Cleverson tocando bateria, o Ted tocando baixo e de ter o ABEE produzindo este trabalho. Foi muito especial para mim".

## Vídeo musical
"Tudo Podes" ganhou uma versão em videoclipe, que estreou nas plataformas digitais simultaneamente ao lançamento, com direção de Caio Gimenes. A música foi o primeiro videoclipe roteirizado de Sacer desde "Acende o Fogo", lançado em 2017.

## Ficha técnica
Abaixo listam-se os músicos envolvidos na gravação de "Tudo Podes":
- Davi Sacer – vocais
- ABEE – produção musical, arranjos, teclado, violão e programação
- Cleverson Silva – bateria
- Ted Furtado – baixo
- Everson Menezes – guitarra
- Dani Carmo – vocal de apoio

Equipe técnica
- Fabiano Vieira – engenharia de som
- Wagnner Portela – edição
- Elias Assunção – engenharia de som, mixagem
- Pimpo Gama – masterização
- Caio Gimenes – direção de vídeo